# هفت ترانه
هفت ترانه فیلمی به کارگردانی و نویسندگی بهمن زرین‌پور محصول سال ۱۳۸۰ است.

## خلاصه داستان
رؤیا فارغ‌التحصیل رشته موسیقی از وین تصمیم دارد آنچه را که می‌اندیشد در موسیقی به نمایش بگذارد. در این مسیر تعدادی نوازنده را انتخاب می‌کند که نیما جزو آنهاست و دلبستگی به نیما به او کمک می‌کند تا ملودی‌ها را کامل کند.

## بازیگران
- لعیا زنگنه
- سحر جعفری جوزانی
- شروین نجفیان
- ایرج راد
- نغمه مکری
- گلشن پیرخانقا
- مینا جعفرزاده
- یغما گلرویی
- علی اکبر رئیسی
- جهانسوز فولادی